# جهد مستحث
الجهد المحرض أو الاستجابة المستثارة هو كمون كهربائي في نمط معين مسجل من أحد أجزاء الجهاز العصبي، وخاصة الدماغ، لدى الإنسان والحيوانات الأخرى بعد تقديم منبه مثل وميض الضوء أو النغمة النقية. تختلف أنواع الجهود المحرضة باختلاف نماذج المنبهات وأنواعها. يختلف الجهد المحرض «إي بّي» عن الجهود التلقائية التي يكشفها تخطيط كهربية الدماغ (إي إي جي)، أو تخطيط كهربائية العضل (إي إم جي) أو غيرها من وسائل تسجيل الفيزيولوجيا الكهربائية. تبرز أهمية هذه الجهود في طب التشخيص الكهربائي والمراقبة المشتملة على الكشف عن الأمراض والخلل الوظيفي الحسي المرتبط بالأدوية بالإضافة إلى مراقبة سلامة السبيل الحسي أثناء العمليات. 
يميل مطال الجهود المحرضة إلى الانخفاض، إذ يتراوح بين ما يقل من ميكرو فولت واحد حتى عدة ميكرو فولت، مقارنة بعشرات الميكرو فولت في «إي إي جي»، وعشرات الميلي فولت في «إي إم جي» و20 ميلي فولت تقريبًا في «إي سي جي». تُعد عملية توسيط الإشارة ضرورية من أجل فصل هذه الجهود منخفضة المطال عن خلفية «إي إي جي» و«إي سي جي» و«إي إم جي» إلى جانب الإشارات البيولوجية الأخرى والضجيج المحيط. تتقيد الإشارة زمنيًا بالمنبه، ويتسم حدوث الضجيج بمعظمه بالعشوائية، ما يسمح بتوسيط الضجيج دون توسيط الاستجابات التكرارية.
يمكن تسجيل الإشارات من القشرة المخية، وجذع الدماغ، والنخاع الشوكي، والأعصاب المحيطية والعضلات. عادة ما ينحصر مصطلح «الجهود المحرضة» في الاستجابات المشتملة على تسجيل من بنى الجهاز العصبي المركزي أو تحفيز له. بالتالي، لا تمثل جهود الفعل الحركية المركبة المحرضة (سي إم إيه بّي) أو جهود الفعل العصبية الحسية (سي إن إيه بّي)، التي تستخدمها دراسات توصيل العصب (إن سي إس)، بشكل عام جهودًا محرضة، على الرغم من تحقيقها التعريف أعلاه.
تختلف الجهود المحرضة عن الجهود المرتبطة بالحدث (إي آر بّي)، على الرغم من استخدام المصطلحين كمرادفين في بعض المواضع، يرجع ذلك إلى ارتفاع كمون «إي آر بّي» وارتباطه بالمعالجة المعرفية العليا. تُصنف الجهود المحرضة بشكل رئيسي بالاعتماد على نوع المنبه: حسية جسدية، وسمعية وبصرية. يمكن تصنيفها أيضًا وفقًا لتواتر المنبه، والكمون الموجي، والأصل، والموقع والمنشأ.

## الجهود المحرضة الحركية
تسجل العضلات الجهود المحرضة الحركية (إم إي بّي) بعد التحفيز المباشر للقشرة الحركية المنكشفة، أو تحفيز القشرة المخية الحركية عبر الجمجمة، إما مغناطيسيًا أو كهربائيًا. يوفر تحفيز «إم إي بّي» المغناطيسي عبر الجمجمة (تي سي إم - إم إي بّي) عددًا من التطبيقات التشخيصية السريرية المحتملة. استُخدم تحفيز «إم إي بّي» الكهربائي عبر الجمجمة (تي سي إي - إم إي بّي) لسنوات عديدة على نطاق واسع في مراقبة السلامة الوظيفية للسبيل الهرمي أثناء العمليات.
خلال تسعينيات القرن العشرين، ظهرت محاولات عديدة لمراقبة «الجهود المحرضة الحركية»، بما في ذلك «الجهود المحرضة الحركية عصبية المنشأ» المسجلة من الأعصاب المحيطية، بعد التحفيز الكهربائي المباشر للنخاع الشوكي. أصبح من الجلي أن هذه الجهود «الحركية» ناشئة بأكملها تقريبًا عن تحفيز السبل الحسية المعاكس للمسيرة – حتى في حال تسجيل الجهود من العضلات (يحرض تحفيز السبيل الحسي المعاكس للمسيرة استجابات عضلية المنشأ عبر المشابك العصبية عند مستوى دخول الجذر). يُعتبر «تي سي - إم إي بّي»، الكهربائي منه و المغناطيسي على حد سواء، أكثر وسيلة عملية لضمان الحصول على استجابات حركية خالصة، إذ لا يسبب تحفيز القشرة المخية الحسية أي دفعات من شأنها تجاوز المشبك الأول (لا يمكن للمشابك عكس اتجاه عملها).
استُخدمت الجهود المحرضة الحركية المحفزة عبر «تي إم إس» في العديد من تجارب علم الأعصاب المعرفي. توفر «إم إي بّي» طريقة كمية لاختبار دور الأنواع المختلفة من التدخلات على النظام الحركي (مثل التدخلات الدوائية، أو السلوكية، أو الآفات أو غيرها) نظرًا إلى ارتباط مطالها مع الاستثارية الحركية. يمكن استخدام الجهود المحرضة الحركية المحفزة عبر «تي إم إس» بالتالي كمؤشر للتحضير أو التسهيل الحركي الكامن، على سبيل المثال، تلك المحفزة بواسطة الخلايا العصبية المرآتية عند رؤية أفعال الأشخاص الآخرين. بالإضافة إلى ذلك، تمثل «إم إي بّي» مرجعًا لضبط شدة التحفيز اللازم عبر «تي إم إس» عند استهداف المناطق القشرية ذات الاستجابات صعبة القياس، على سبيل المثال، في سياق العلاج المستند إلى «تي إم إس». 

## المراقبة أثناء العمليات
توفر الجهود المحرضة الحسية الجسدية المراقبة المطلوبة للأعمدة الظهرية من النخاع الشوكي. يمكن أيضًا استخدام الجهود المحرضة الحسية خلال العمليات الجراحية التي تعرّض البنى الدماغية للخطر. تُستخدم هذه الجهود بشكل فعال في تحديد حالة نقص التروية القشرية خلال جراحة استئصال باطنة الشريان السباتي فضلًا عن تخطيط المناطق الدماغية الحسية خلال جراحة الدماغ.
يؤدي التحفيز الكهربائي لفروة الرأس إلى إثارة تيار كهربائي داخل الدماغ، ما ينشط المسارات الحركية للسبل الهرمية. تُعرف هذه التقنية باسم مراقبة الجهود الحركية الكهربائية عبر الجمجمة (تي سي إم إي بّي). تسمح هذه التقنية بتقييم المسارات الحركية في الجهاز العصبي المركزي بفعالية خلال الجراحات التي من شأنها تعريض هذه البنى للخطر. تقع هذه المسارات الحركية، بما فيها السبيل القشري النخاعي الوحشي، في الحبلين الجانبي والبطني للنخاع الشوكي. تُعتبر متلازمة الحبل الأمامي (شلل أو خزل مع الحفاظ على بعض الوظيفة الحسية) إحدى العقابيل الجراحية المحتملة نظرًا إلى امتلاك قسمي النخاع الظهري والبطني تغذية دموية منفصلة مع تروية رادفة محدودة للغاية، ما يتطلب إجراء مراقبة خاصة بالسبل الحركية بالإضافة إلى مراقبة العمود الظهري.
يُعتبر التحفيز المغناطيسي عبر الجمجمة، بالمقارنة مع التحفيز الكهربائي، غير مناسب عمومًا للمراقبة أثناء العمليات، ويرجع ذلك إلى حساسيته الزائدة للتخدير. يُعتبر التحفيز الكهربائي بدوره مؤلمًا للغاية لدى المرضى اليقظين بالنسبة للاستخدام للسريري. تشكل التقنيتان بالتالي خيارين متتامين، إذ يقع الخيار على التحفيز الكهربائي من أجل المراقبة أثناء العمليات، بينما يُفضل استخدام التحفيز المغناطيسي للتطبيقات السريرية.